# 横須賀市立明浜小学校
横須賀市立明浜小学校（よこすかしりつ あけはましょうがっこう）とは、神奈川県横須賀市久里浜にある市立小学校。

## 沿革
- 1960年（昭和35年）
  - 4月1日 - 横須賀市立久里浜小学校から分離、開校。
  - 11月11日 - 開校式が行われる。この日を創立記念日とした。
- 1973年（昭和48年） - 横須賀市立粟田小学校が分離。
- 1974年（昭和49年） - 横須賀市立衣笠小学校、横須賀市立森崎小学校と共に、横須賀市立岩戸小学校が分離。
- 1979年（昭和54年） - 粟田小学校と共に横須賀市立神明小学校が分離。久里浜小学校との通学区域の変更。
- 2009年（平成21年） - 2学期制になる。
- 2011年（平成23年）4月 - 敷地内のサクラが景観重要樹木に指定される[1]。

## 通学区域
2014年度は以下の通りである。
- 内川2丁目
- 内川新田
- 佐原4丁目、5丁目
- 久村
- 久里浜1丁目、4丁目、5丁目、6丁目の内7番、11番～14番、7丁目（1番、2番を除く）、8丁目、9丁目

また、以下の地域は他校の通学区域であるが、通うことができる。
- 内川1丁目
- 佐原1～3丁目
- 久里浜2丁目12～21番、36番
- 野比5丁目7～13番

## 進学先中学校
- 横須賀市立久里浜中学校 - 内川2丁目、内川新田、佐原4丁目、5丁目、久村、久里浜1丁目、4丁目、5丁目
- 横須賀市立神明中学校 - 久里浜6丁目の内7番、11番～14番、7丁目（1番、2番を除く）、8丁目、9丁目

また、公立学校選択制により、以下の学校を選択できる。
- 久里浜中学校が通学区域の地域
  - 横須賀市立岩戸中学校
  - 横須賀市立神明中学校
  - 横須賀市立野比中学校
  - 横須賀市立北下浦中学校
  - 横須賀市立長沢中学校
  - 横須賀市立公郷中学校
  - 横須賀市立大矢部中学校
  - 横須賀市立大津中学校

- 神明中学校が通学区域の地域
  - 横須賀市立岩戸中学校
  - 横須賀市立久里浜中学校
  - 横須賀市立野比中学校
  - 横須賀市立北下浦中学校
  - 横須賀市立長沢中学校

## 周辺施設
- 横須賀市立横須賀総合高等学校
- 横須賀市立久里浜小学校

## 交通
- 京浜急行バス 久里浜行政センター前バス停より徒歩3分
- 京浜急行電鉄 本線 京急久里浜駅より徒歩10分